# 駿龍酒店
駿龍酒店（Grand Dragon Hotel），位於氹仔沙維斯街的一間酒店，為新濠博亞博彩(澳門)股份有限公司屬下酒店，於2005年1月20日開幕。位於酒店內的駿景酒店娛樂場則於2008年6月12日開幕。娛樂場由地下至二樓，佔地三層，包括兩個貴賓會在內共設有四十九張賭檯，共有五百多名員工。該娛樂場首階段開放的是位於地下及一樓娛樂場內的共廿八張賭檯，包括百家樂、骰寶、廿一點及三公百家樂等。
2018年，駿景酒店更名為駿龍酒店。

## 歷史

駿景酒店商標

於2005年1月20日開幕，是金龍集團有限公司旗下一間酒店，初期酒店沒有設立任何娛樂場設施，後來得到新濠博亞的合作，於酒店內開設了摩卡角子機娛樂場。期後金龍集團向新濠博亞提出希望加開賭場，最終於2008年增設駿景酒店娛樂場。

## 酒店的娛樂設施
- 駿景酒店娛樂場
- 摩卡駿景(Taipa, Mocha)
- 游泳池
- 健身房

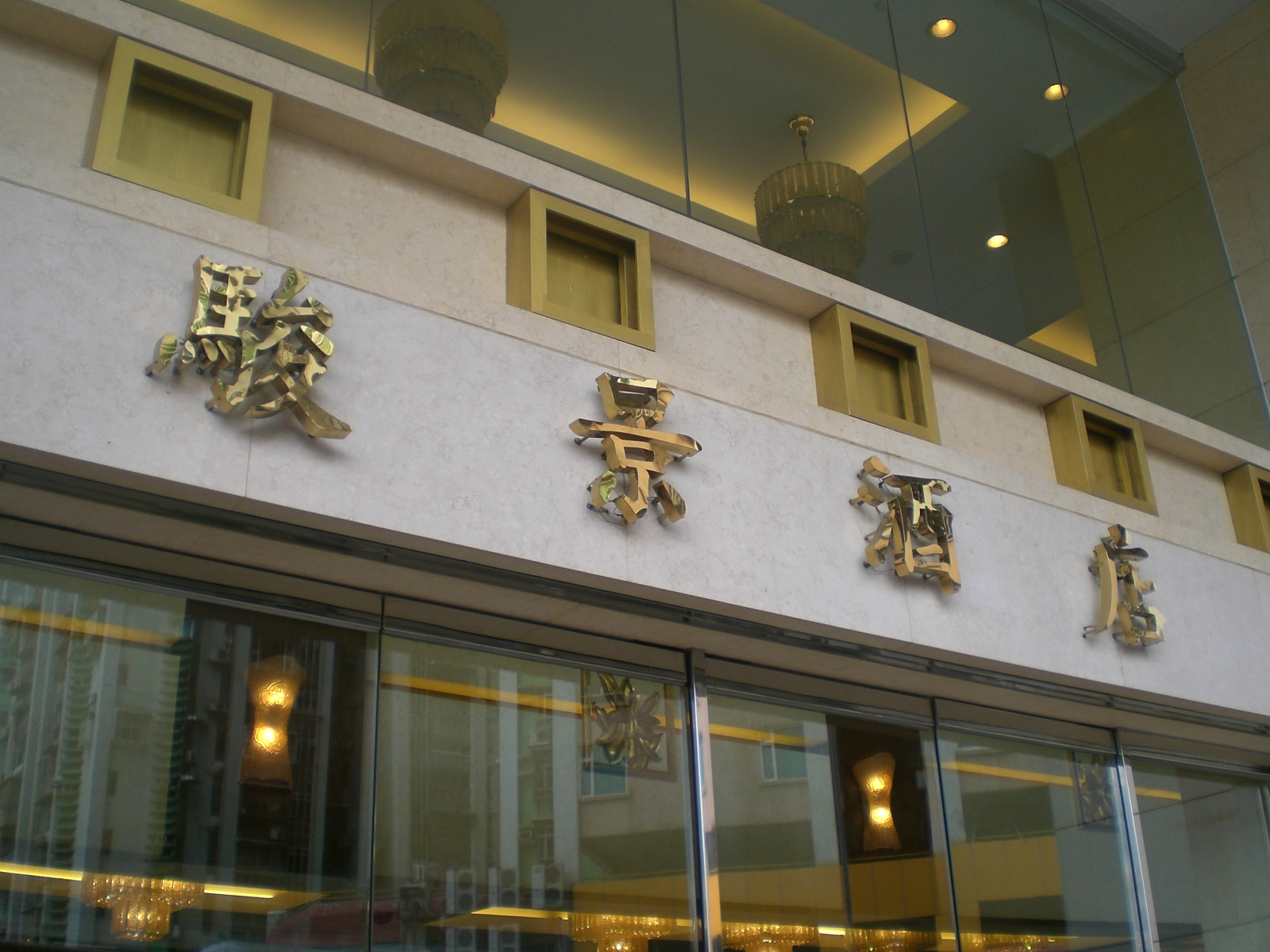
大門
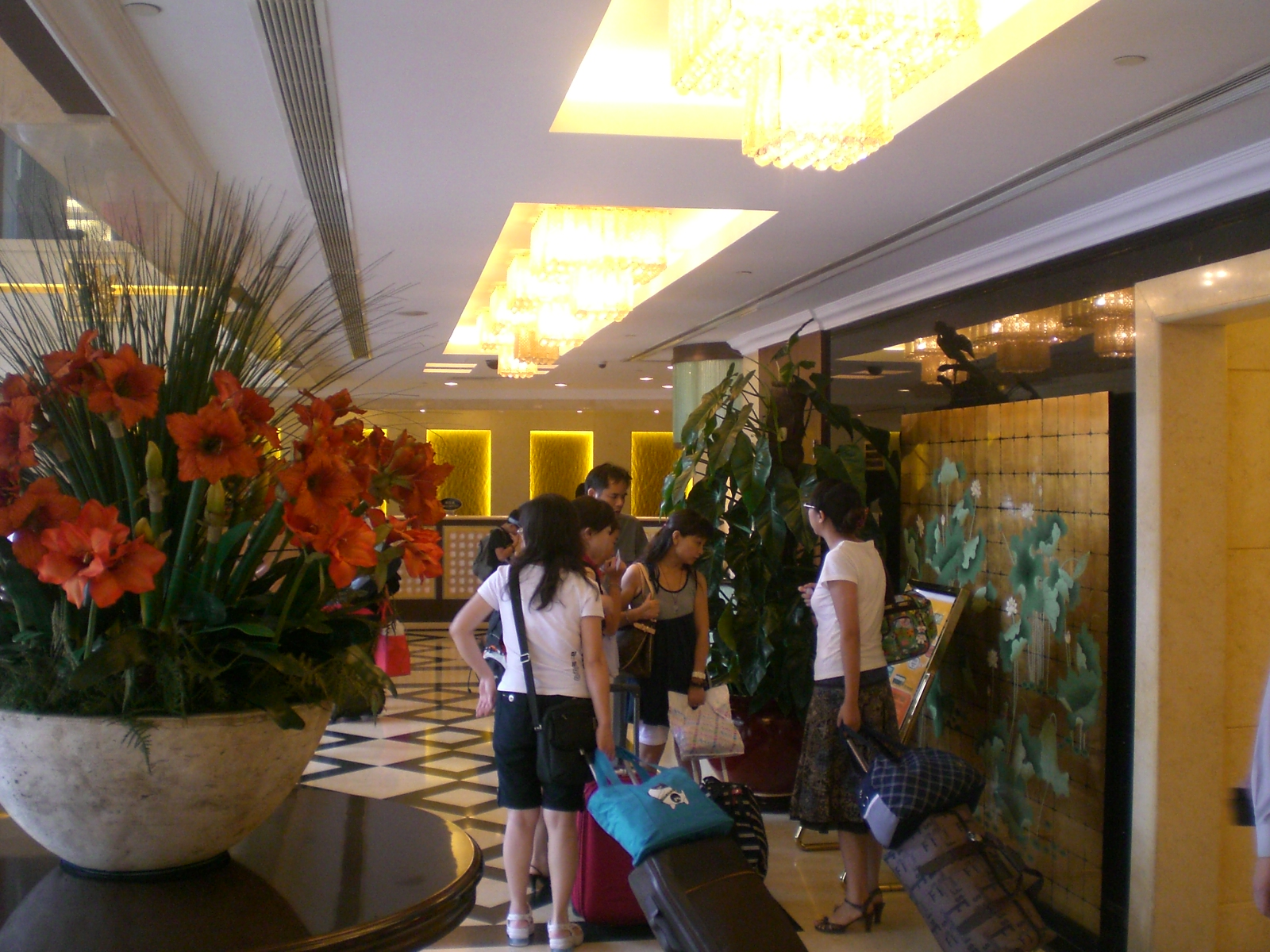
大堂

## 鄰近景點
- 官也街
- 四面佛
- 龍環葡韻
- 澳門賽馬會
- 澳門運動場
- 君怡酒店

## 交通配套

### 自設交通
駿景酒店設有來往酒店與各口岸的接駁專巴服務。接駁專巴服務設有以下3條路線：
1. 駿景酒店 ↔ 關閘口岸
2. 駿景酒店 ↔ 外港碼頭
3. 駿景酒店 ↔ 臨時客運碼頭

## 外部鏈結
- 澳門駿景酒店 官方網址